# HMS Vengeance (1774)
HMS Vengeance — 74-пушечный линейный корабль третьего ранга. Второй корабль Королевского флота, названный Vengeance.

## Постройка
Заказан 14 января 1771 года. Спущен на воду 30 июля 1774 на частной верфи Randall в Ротерхайт.

## Служба
Участвовал в Американской революционной войне.
1780 год — был при Мартинике.
1782 год — капитан Дж. Мунтрей (англ. J. Mountray). Оснащался в Портсмуте для заморской службы.
1799 год — капитан Расселл (англ. T. M. Russell), Вест-Индия.
1800 год — в резерве в Портсмуте.
1801 год — с начала года на ремонте в доке. 11 апреля под командованием 37-летнего капитана Джорджа Даффа (англ. George Duff) вышел из Портсмута на соединение с эскадрой Северного моря. В октябре был с флотом адмирала Эндрю Митчелла (англ. Sir Andrew Mitchell) находился в заливе Бантри. Был заперт крепким западным штормом, вместе с HMS Orion и HMS Resolution. Orion потерял бизань и грот-мачты; два других корабля сумели выбраться из-под берега. В декабре, после подписания предварительных мирных соглашений, стоявший в заливе флот взбунтовался, получив приказ идти не домой, а в Вест-Индию.
Твердая и справедливая дисциплина, которую насадил на корабле капитан Дафф, обеспечила, что ни один человек с HMS Vengeance не присоединился к мятежу. Одиннадцать зачинщиков были повешены, еще несколько прогнаны сквозь флот. HMS Vengeance ушел на Ямайку с эскадрой контр-адмирала Джорджа Кэмпбелла (англ. George Campbell), для слежения за французскими кораблями, посланными из Бреста на Сан-Доминго. На острове в тот момент взбунтовалось черное население.
1803 год — прошел ремонт в Портсмуте, затем выведен в резерв.
С 1808 года — плавучая тюрьма.
1811 год — лейтенант Джон Эдвардс (англ. John Edwards), Транспортный комитет, Портсмут.
Разобран в 1816 году.